# Saison 1950-1951 de la LIH
Saison précédente Saison suivante
La saison 1950-1951 est la sixième saison de la ligue internationale de hockey.
Les Mercurys de Toledo remportent la Coupe Turner en battant les Rockets de Grand Rapids en série éliminatoire.

## Saison régulière
Deux nouvelles équipes joignent la ligue en début de saison, d'abord les Rockets de Grand Rapids, puis les Mercurys de Toledo qui reviennent pour leur part dans la LIH après une saison passée dans la Eastern Hockey League. Les Ryan Cretes de Windsor quant à eux doivent cesser leurs activités en raison de difficultés financières.

### Classement de la saison régulière
| Clt   | Équipe                  | PJ | V  | D  | N  | BP  | BC  | Pts |
| ----- | ----------------------- | -- | -- | -- | -- | --- | --- | --- |
| +001, | Rockets de Grand Rapids | 56 | 39 | 11 | 6  | 274 | 165 | 84  |
| +002, | Mercurys de Toledo      | 56 | 35 | 15 | 6  | 290 | 174 | 76  |
| +003, | Maroons de Chatham      | 52 | 25 | 23 | 4  | 211 | 215 | 59  |
| +004, | Sailors de Sarnia       | 52 | 24 | 19 | 9  | 226 | 191 | 59  |
| +005, | Auto Club de Détroit    | 52 | 10 | 32 | 10 | 136 | 238 | 31  |
| +006, | Hettche de Détroit      | 52 | 6  | 39 | 7  | 112 | 266 | 19  |

- Champion de la saison régulière
- Qualifié pour les séries éliminatoires

### Meilleurs pointeurs
| Joueur           | Équipe       | PJ | B  | A  | Pts | Pun |
| ---------------- | ------------ | -- | -- | -- | --- | --- |
| Hervé Parent     | Grand Rapids | 55 | 38 | 67 | 105 | 43  |
| Barney O'Connell | Toledo       | 55 | 42 | 47 | 89  | 116 |
| George Parker    | Grand Rapids | 55 | 52 | 33 | 85  | 40  |
| Bobby Moy        | Grand Rapids | 56 | 36 | 45 | 81  | 66  |
| Jim Campbell     | Chatham      | 50 | 22 | 52 | 74  | 34  |
| John McGrath     | Toledo       | 53 | 32 | 39 | 71  | 2   |
| George Drysdale  | Chatham      | 49 | 35 | 34 | 69  | 51  |
| Ted Garvin       | Sarnia       | 50 | 40 | 28 | 68  | 54  |
| Milt Pridham     | Grand Rapids | 55 | 28 | 35 | 63  | 30  |
| George Edwards   | Chatham      | 52 | 32 | 31 | 63  | 55  |

## Séries éliminatoires
Les séries éliminatoires se déroule du 7 au 21 mars. Les vainqueurs des demi-finales s'affrontent pour l'obtention de la Coupe Turner.

### Tableau
|  | Demi-finales            | Demi-finales       |                         |   | Finale | Finale |
|  | Demi-finales            | Demi-finales       |                         |   | Finale | Finale |
|  |                         |                    |                         |   |        |        |
|  |                         |                    |                         |   |        |        |
|  |                         |                    |                         |   |        |        |
|  | Rockets de Grand Rapids | 3                  |                         |   |        |        |
|  | Rockets de Grand Rapids | 3                  |                         |   |        |        |
|  | Maroons de Chatham      | 0                  |                         |   |        |        |
|  | Maroons de Chatham      | 0                  | Rockets de Grand Rapids | 1 |        |        |
|  |                         |                    | Rockets de Grand Rapids | 1 |        |        |
|  |                         | Mercurys de Toledo | 4                       |   |        |        |
|  | Mercurys de Toledo      | Mercurys de Toledo | 4                       | 3 |        |        |
|  | Mercurys de Toledo      |                    |                         | 3 |        |        |
|  | Sailors de Sarnia       | 0                  |                         |   |        |        |
|  | Sailors de Sarnia       | 0                  |                         |   |        |        |

### Demi-finales
Pour les demi-finales, l'équipe ayant terminé au premier rang lors de la saison régulière, les Rockets de Grand Rapids, affrontent l'équipe ayant terminé troisième, les Maroons de Chatham, puis celle ayant fini deuxième, les Mercurys de Toledo, font face à l'équipe ayant pris la quatrième place, les Sailors de Sarnia. Pour remporter les demi-finales, les équipes doivent obtenir trois victoires.
| Date    | Équipe à domicile       | Score | Équipe visiteuse        |
| ------- | ----------------------- | ----- | ----------------------- |
| 7 mars  | Rockets de Grand Rapids | 6-1   | Maroons de Chatham      |
| 9 mars  | Maroons de Chatham      | 4-7   | Rockets de Grand Rapids |
| 10 mars | Rockets de Grand Rapids | 6-2   | Maroons de Chatham      |

Les Rockets de Grand Rapids remportent la série 3 victoires à 0.
| Date    | Équipe à domicile  | Score | Équipe visiteuse   |
| ------- | ------------------ | ----- | ------------------ |
| 7 mars  | Mercurys de Toledo | 3-0   | Sailors de Sarnia  |
| 9 mars  | Sailors de Sarnia  | 3-4   | Mercurys de Toledo |
| 10 mars | Mercurys de Toledo | 6-2   | Sailors de Sarnia  |

Les Mercurys de Toledo remportent la série 3 victoires à 0.

### Finale
La finale oppose les vainqueurs de leur série respectives, les Rockets de Grand Rapids et les Mercurys de Toledo. Pour remporter la finale les équipes doivent obtenir quatre victoires.
| Date    | Équipe à domicile       | Score | Équipe visiteuse        |
| ------- | ----------------------- | ----- | ----------------------- |
| 13 mars | Rockets de Grand Rapids | 2-5   | Mercurys de Toledo      |
| 14 mars | Mercurys de Toledo      | 4-2   | Rockets de Grand Rapids |
| 17 mars | Rockets de Grand Rapids | 3-2   | Mercurys de Toledo      |
| 18 mars | Mercurys de Toledo      | 5-2   | Rockets de Grand Rapids |
| 21 mars | Rockets de Grand Rapids | 3-6   | Mercurys de Toledo      |

Les Mercurys de Toledo remportent la série 4 victoires à 1.

### Effectifs de l'équipe championne
Voici l'effectif des Mercurys de Toledo, champion de la Coupe Turner 1951:
- Entraineur :
- Joueurs : Jack Andrews, Len Wharton, Norm Grinke, Harold « Pop » Johnson, George Burke, Jack Timmins, Jim Cunningham, John Kovich, Don Hall, Jack Kernahan, Earl O'Brien, John McGrath, Barney O'Connell, Stan Fogg et Ivan Walmsley.

## Trophées remis
| Trophée               | Description                       | Vainqueur               |
| --------------------- | --------------------------------- | ----------------------- |
| Coupe Turner          | Champion des séries éliminatoires | Mercurys de Toledo      |
| Trophée J.-P.-McGuire | Champion de la saison régulière   | Rockets de Grand Rapids |

| Trophée                     | Description       | Vainqueur                                |
| --------------------------- | ----------------- | ---------------------------------------- |
| Trophée George-H.-Wilkinson | Meilleur pointeur | Hervé Parent des Rockets de Grand Rapids |
| Trophée James-Gatschene     | Joueur MVP        | John McGrath des Mercurys de Toledo      |

### Équipes d'étoiles
| Première équipe        | Première équipe         | Position | Deuxième équipe  | Deuxième équipe         |
| Joueur                 | Équipe                  | Position | Joueur           | Équipe                  |
| ---------------------- | ----------------------- | -------- | ---------------- | ----------------------- |
| Bill Tibbs             | Hettche de Détroit      | G        | Ivan Walmsley    | Mercurys de Toledo      |
| Harold « Pop » Johnson | Mercurys de Toledo      | D        | Norm Grinke      | Mercurys de Toledo      |
| John Sheddon           | Sailors de Sarnia       | D        | Jack Bownass     | Hettche de Détroit      |
| George Parker          | Rockets de Grand Rapids | AG       | Carl Liscombe    | Auto Club de Détroit    |
| Hervé Parent           | Rockets de Grand Rapids | C        | Barney O'Connell | Mercurys de Toledo      |
| Jack Kernahan          | Mercurys de Toledo      | AD       | George Burcham   | Rockets de Grand Rapids |